# Jolanta Sobierańska-Grenda
Jolanta Sobierańska-Grenda (ur. 17 lipca 1973 w Malborku) – polska prawniczka i urzędniczka samorządowa, radczyni prawna, doktor nauk społecznych, prezes zarządu spółki Szpitale Pomorskie (2017–2025), minister zdrowia w trzecim rządzie Donalda Tuska (od 2025).

## Życiorys
Ukończyła I Liceum Ogólnokształcące im. Henryka Sienkiewicza w Malborku (1992) oraz szkołę muzyczną I stopnia w klasie fortepianu. Tytuł zawodowy magistra prawa uzyskała na Uniwersytecie Gdańskim. Ukończyła także studia MBA dla kadry medycznej oraz Advanced Management Program w Akademii Leona Koźmińskiego w Warszawie. W 2024 na UG obroniła doktorat w dziedzinie nauk społecznych na podstawie dysertacji pt. Hipoteza nieefektywności zarządzania – weryfikacja empiryczna na przykładzie procesu restrukturyzacji podmiotów leczniczych samorządu województwa pomorskiego w latach 2011–2019.
Uzyskała uprawnienia radcy prawnego, została wpisana na listę radców prawnych Okręgowej Izby Radców Prawnych w Gdańsku. Zajęła się prowadzeniem zajęć na kursach oraz studiach MBA dla kadry medycznej, m.in. w Akademii Leona Koźmińskiego w Warszawie oraz Uczelni Łazarskiego w Warszawie.
W 1999 rozpoczęła pracę w administracji samorządowej w Starostwie Powiatowym w Malborku, objęła funkcję kierowniczki Biura Rady Powiatu. W latach 2007–2011 zajmowała stanowisko sekretarza powiatu malborskiego. W latach 2011–2017 była dyrektorką departamentu zdrowia w Urzędzie Marszałkowskim Województwa Pomorskiego. W 2017 została powołana na funkcję prezesa zarządu samorządowej spółki Szpitale Pomorskie, powstałej z połączenia dwóch szpitali w Gdyni, szpitala specjalistycznego w Wejherowie oraz Pomorskiego Centrum Chorób Zakaźnych i Gruźlicy w Gdańsku.  
23 lipca 2025 Donald Tusk ogłosił ją kandydatką na urząd ministra zdrowia. Następnego dnia prezydent RP Andrzej Duda powołał ją na to stanowisko.

## Wyróżnienia
W 2022 została laureatką nagrody „Lwy Koźmińskiego” (w kategorii menedżer), a w 2025 laureatką wyróżnienia „Kobieta Roku Rynku Zdrowia”.

## Wybrane publikacje
- Sobierańska-Grenda J., Susmarski S., Zamojska A., Restrukturyzacja podmiotów leczniczych w wymiarach organizacyjnym i finansowym procesu przekształceń własnościowych jednostek, dla których podmiotem tworzącym jest województwo pomorskie, [w:] Potencjał aglomeracji Trójmiasta i metodyka pomiaru jego wykorzystania, red. Balcerowicz L.,  Wydawnictwo Uniwersytetu Gdańskiego, Gdańsk 2023, ISBN 978-83-8206-608-1, s. 15–27.
- Nałęcz D., Sobierańska-Grenda J., Susmarski S., Realizacja Pomorskiego Modelu Restrukturyzacji Podmiotów Leczniczych na przykładzie Szpitali Pomorskich sp. z o.o., „Zarządzanie i Finanse”, red. Najman K., r. 16, nr 3, cz. 2, Wydział Zarządzania Uniwersytetu Gdańskiego, Sopot 2018, ISSN 20845189, s. 209–219.